# Ханаппи, Герхард
Ге́рхард Ха́наппи (нем. Gerhard Hanappi; 16 февраля 1929, Вена — 23 августа 1980, Вена) — австрийский футболист, играл на позиции полузащитника и защитника. По образованию был архитектором, спроектировал Вестштадион, который позже был назван его именем. По опросу журнала «Рапидмэгазин», Ханаппи занимает 3 место среди лучших игроков «Рапида» за всю историю клуба.

## Карьера
Герхард Ханапи начал карьеру в клубе «Ваккер (Вена)» в возрасте 17-ти лет, в 1947 году Ханапи, вместе с клубом, вышел в финал кубка Австрии, но там его команда проиграла «Аустрии» 3:4. Первые годы профессиональной карьеры Ханапи выступал на месте полузащитника, однако позже он был перемещён на левый край обороны. Уже в возрасте 19-ти лет, 14 ноября 1948 года, Ханапи дебютировал в сборной Австрии в матче со шведами, который австрийская команда выиграла 2:1. В 1950 году Ханапи был выбран футболистом года в стране, после чего он перешёл в столичную команду «Рапид», однако «Ваккер» не захотел «отдавать» игрока, потому руководители «Рапида» спрятали Ханапи в деревеньке Хюттельдорф, где Герхард провёл несколько месяцев, во время которых продолжались переговоры, а поклонники «Ваккера» поклялись «вечно мстить» «Рапиду», что привело к ожесточённым противостояниям во время матчей клубов.
В первый же сезон с «Рапидом», Ханаппи выиграл свой первый европейский титул — Кубок Митропы, в финале которого был обыгран бывший клуб Ханаппи, «Ваккер», со счётом 3:2. А на национальном уровне, Ханапи выиграл с Рапидом 7 титулов чемпиона Австрии и один кубок страны. В 1961 году «Рапид» дошёл до полуфинала кубка европейских чемпионов. Всего за «Рапид» Ханаппи играл 14 лет, 7 из которых (с 1957 по 1964) он был капитаном команды, он провёл за клуб 394 матча и забил 124 мяча.
За сборную Австрии Ханаппи провёл 93 матча и забил 12 голов. Самым большим успехом с национальной командой стал чемпионат мира в 1954 году, где австрийцы заняли 3-е место. В 1955 году Ханаппи стал капитаном сборной Австрии, был он им и на чемпионате мира в Швеции, на котором австрийцы выступили неудачно, даже не выйдя из группы.
После окончания карьеры игрока, Ханаппи стал архитектором, в 1965 году Ханаппи был награждён орденом Почёта за Заслуги перед Австрийской Республикой, став первым футболистом, получившим такую награду. Главным достижением Ханаппи-архитектора стал Вестштадион, открытый 10 мая 1977 года.
Герхард Ханаппи умер в возрасте 51 года в Вене от лимфомы. Он был похоронен в «Почётной могиле» (группа 63, ряд 3, номер 7) на Хитцингском кладбище. Стадион, спроектированный Ханаппи, позже был назван его именем.

## Достижения

### Командные
- Чемпион австрийской Штатслиги (7): 1951, 1952, 1954, 1956, 1957, 1960, 1964
- Обладатель Кубка Центропы: 1951
- Обладатель Кубка Австрии: 1961

### Личные
- Футболист года в Австрии: 1950
- Спортсмен года в Австрии: 1955

## Статистика выступлений
| Клуб             | Сезон            | Лига | Лига | Кубок Австрии | Кубок Австрии | Еврокубки | Еврокубки | Прочие | Прочие | Итого | Итого |
| Клуб             | Сезон            | Игры | Голы | Игры          | Голы          | Игры      | Голы      | Игры   | Голы   | Игры  | Голы  |
| ---------------- | ---------------- | ---- | ---- | ------------- | ------------- | --------- | --------- | ------ | ------ | ----- | ----- |
| Ваккер (Вена)    | 1946/47          | 3    | 0    | 1             | 0             | -         | -         | -      | -      | 4     | 0     |
| Ваккер (Вена)    | 1947/48          | 18   | 0    | 1             | 0             | -         | -         | -      | -      | 19    | 0     |
| Ваккер (Вена)    | 1948/49          | 18   | 0    | 1             | 0             | -         | -         | -      | -      | 19    | 0     |
| Ваккер (Вена)    | 1949/50          | 24   | 2    | -             | -             | -         | -         | -      | -      | 24    | 2     |
| Ваккер (Вена)    | Итого            | 63   | 2    | 3             | 0             | 0         | 0         | 0      | 0      | 66    | 2     |
| Рапид (Вена)     | 1950/51          | 12   | 2    | -             | -             | -         | -         | 2      | 1      | 14    | 3     |
| Рапид (Вена)     | 1951/52          | 24   | 15   | -             | -             | -         | -         | -      | -      | 24    | 15    |
| Рапид (Вена)     | 1952/53          | 26   | 14   | -             | -             | -         | -         | -      | -      | 26    | 14    |
| Рапид (Вена)     | 1953/54          | 24   | 22   | -             | -             | -         | -         | -      | -      | 24    | 22    |
| Рапид (Вена)     | 1954/55          | 25   | 8    | -             | -             | -         | -         | 0      | 0      | 25    | 8     |
| Рапид (Вена)     | 1955/56          | 25   | 25   | -             | -             | 4         | 1         | 7      | 4      | 36    | 30    |
| Рапид (Вена)     | 1956/57          | 25   | 5    | -             | -             | 2         | 0         | 5      | 0      | 32    | 5     |
| Рапид (Вена)     | 1957/58          | 26   | 4    | -             | -             | 2         | 1         | 0      | 0      | 28    | 5     |
| Рапид (Вена)     | 1958/59          | 26   | 6    | 5             | 1             | 0         | 0         | 0      | 0      | 31    | 7     |
| Рапид (Вена)     | 1959/60          | 24   | 6    | 2             | 0             | 0         | 0         | 0      | 0      | 26    | 6     |
| Рапид (Вена)     | 1960/61          | 25   | 6    | 4             | 0             | 9         | 1         | 0      | 0      | 38    | 7     |
| Рапид (Вена)     | 1961/62          | 24   | 1    | 3             | 0             | 4         | 0         | 0      | 0      | 31    | 1     |
| Рапид (Вена)     | 1962/63          | 25   | 0    | 4             | 0             | 2         | 0         | 0      | 0      | 31    | 0     |
| Рапид (Вена)     | 1963/64          | 20   | 1    | 1             | 1             | 4         | 0         | 6      | 0      | 31    | 2     |
| Рапид (Вена)     | 1964/65          | 1    | 0    | 1             | 0             | 0         | 0         | 0      | 0      | 2     | 0     |
| Рапид (Вена)     | Итого            | 332  | 115  | 20            | 2             | 27        | 3         | 20     | 5      | 399   | 125   |
| Всего за карьеру | Всего за карьеру | 395  | 117  | 23            | 2             | 27        | 3         | 20     | 5      | 465   | 127   |